# Glenea virgata
Glenea virgata là một loài bọ cánh cứng trong họ Cerambycidae.